# Évêché titulaire de Pulcheriopolis
Pulcheriopolis est le nom d'un diocèse de l'église primitive aujourd'hui désaffecté.
Son nom est utilisé comme siège titulaire pour un évêque chargé d'une autre mission que la conduite d'un diocèse contemporain.

## Situation géographique
Ce diocèse était situé en Épire, dans la région de Durrës, dans l'actuelle Albanie.

## Liste des évêquescatholiquestitulaires de ce diocèse
| Début      | Fin        | Nat.       | Nom                            | Fonction exercée                                           |
| ---------- | ---------- | ---------- | ------------------------------ | ---------------------------------------------------------- |
| 03/10/1970 | 17/05/1986 | Belgique   | Bernard Mels (de)              | Évêque émérite de Luiza (République démocratique du Congo) |
| 12/08/1986 | 25/05/1992 | Pologne    | Andrzej Suski (pl)             | Évêque auxiliaire de Płock                                 |
| 17/04/1993 | 04/07/1996 | France     | Jean-Pierre Ricard             | Évêque auxiliaire de Grenoble                              |
| 12/07/1996 | 15/01/2013 | France     | Michel Pollien                 | Évêque auxiliaire de Paris                                 |
| 27/05/2014 | 12/09/2017 | Ukraine    | Josafat Moščyč (uk)            | Évêque auxiliaire d'Ivano-Frankivsk                        |
| 28/11/2017 |            | Costa Rica | Daniel Francisco Blanco Méndez | Évêque auxiliaire de San José de Costa Rica                |

## Sources
- Ressource relative à la religion :   - Catholic Hierarchy